# ترک‌های بلغارستان

ترکها در بلغارستان (۲۰۱۱ census)

ترک‌ها در بلغارستان, یا ترکان بلغاری  (ترکی استانبولی: Bulgaristan Türkleri، بلغارستان تركلری) بزرگترین اقلیت قومی در بلغارستان هستند. آنها بیشتر در شمال شرق و جنوب کشور متمرکزند.